# Chang Yu
Chang Yu (* 14. August 1988 in Tianjin) ist ein ehemaliger chinesischer Tennisspieler.

## Karriere
Chang spielte sein erstes Profiturnier 2005 auf der drittklassigen ITF Future Tour. Bis 2009 konnte er dort nur wenige Matches gewinnen und stand in diesem Jahr das erste Mal bei einem Future im Viertelfinale, um das Jahr erstmals in den Top 1000 der Weltrangliste zu beenden. 2010 erreichte er einige Future-Halbfinals und stand in Peking erstmals im Hauptfeld eines Challenger-Turniers. Eine Steigerung um 300 Plätze bedeutete das zum Jahresende.
Nach einem schlechteren Jahr 2011 gewann Chang im März 2012 seinen ersten von zwei Future-Titeln im Einzel und erreichte wenig später zudem drei Finals in Folge. Beim Challenger in Anning erreichte er sein erstes Challenger-Viertelfinale, wo er mit Yūichi Sugita seinen ersten Top-200-Spieler besiegen konnte. Nach einem weiteren Future-Titel Anfang 2013 stand er mit Platz 335 auf seinem Karrierehoch im Einzel. Im Doppel gewann er im selben Zeitraum bis 2013 vier Futures und stand darüber hinaus im Challenger-Halbfinale in Pingguo. Die einzigen zwei Auftritte auf der ATP World Tour datieren auf Oktober 2012, als der Chinese mit Li Zhe im Doppel der Turniere in Shanghai und Peking jeweils eine Wildcard erhielt. Beide Auftaktmatches gingen deutlich verloren. Wie im Einzel stand er Anfang 2013 im Doppel mit Platz 369 am höchsten. In der Folgezeit nahm sich Yu Chang eine Pause, ehe er 2016 und 2017 nochmal Turniere spielte, einen Future im Doppel gewann, doch dann seine Karriere beendete.